# Liste der Pässe und Sättel in Vorarlberg
Die Liste der Pässe und Sättel in Vorarlberg ist geteilt in 8 Unterlisten:
1. Öffentlich befahrbare Pässe
2. Sättel im Bregenzerwaldgebirge
3. Sättel im Vorarlberger Teil der Allgäuer Alpen
4. Sättel im Vorarlberger Teil der Lechtaler Alpen
5. Sättel im Lechquellengebirge
6. Sättel im Vorarlberger Teil des Verwalls
7. Sättel im Vorarlberger Teil der Silvretta
8. Sättel im Vorarlberger Teil des Rätikons

Zuerst werden die öffentlich befahrbaren Pässe in Vorarlberg aufgelistet. Alle weiteren Pässe, Sättel und Übergänge sind nach Gebirgsgruppen gegliedert.
Der Bindestrich symbolisiert jeweils die Trennung/Grenze auf dem Pass. Der Strichpunkt gliedert verschiedene Hierarchieebenen, beispielsweise Gebirge; Berggruppen; Berge.
Der Sattelpunkt ist die niedrigste Stelle zwischen Bergen, Bergketten oder Berggruppen, zugleich die höchste Stelle der geomorphologischen Tallinie, sie verbindet Täler und quert immer eine Wasserscheide von verschiedenen Gewässern.
Die Passhöhe ist die höchste Stelle einer Passstraße oder eines Weges über den Pass, das ist nicht zwingend exakt auf dem Sattelpunkt, meist aber in der Nähe.
Als Pass oder Sattel wird die gesamte Umgebung des Sattelpunktes und der Passhöhe bezeichnet. Auch passähnliche Übergänge sind aufgenommen.
Sortierfunktionen:
Die Spalte "Gebirge; Berggruppen; Berge" beginnt mit dem Gebirge laut AVE, Bregenzerwaldgebirge, Allgäuer Alpen,...
Die Spalte "Wasserscheide; Gewässer beidseits" kann die Europäische Hauptwasserscheide Nordsee/Schwarzes Meer (Rhein/Donau) und andere wichtige Wasserscheiden herausfiltern.
Die Spalte "Talschaften; Seitentäler, Orte" macht bedingt eine Sortierung nach Talschaft möglich.

## Öffentlich befahrbare Pässe in Vorarlberg
| 47° 08′ N, 010° 13′ O |

| 47° 16′ N, 010° 08′ O |

## Sättel im Bregenzerwaldgebirge
| Pass/Sattel                                 | Bild                                                                                      | Wanderwege | Höhe | Gebirge; Berggruppen; Berge beidseits | Wasserscheide; Gewässer beidseits                                                                                           | Talschaften Seitentäler; Orte                                                                                     | Anmerkungen                                                                      | Koordinaten         |
| ------------------------------------------- | ----------------------------------------------------------------------------------------- | --- | ---- | --- | --- | --- | -------------------------------------------------------------------------------- | ------------------- |
| Lorenapass                                  |                                                                                           | Straße nach Alberschwende und Schwarzenberg; Güterweg zum Höhe Vorsäß; Wanderwege: Bödele, Brüggelekopf, Geißkopf, Sagenweg                                | 1048 | Lorenaberge; Brüggelekopf - Geißkopf | Bregenzerwald; Alberschwende - Schwarzenberg                                                                                | Dornbirner Ach - Bregenzerach; Schwarzach, Dornbirner Ach - Losenbach, Bregenzerach                               | Sehr beliebt bei Radfahrern, weil es keinen öffentlichen PKW-verkehr gibt\|      | 47° 26′ N, 9° 51′ O |
| Gschwendtsattel                             | Kehlegg-Schauner-Lank-Hochälpele-Gschwendt-Gräsakopf                                      | Wanderwege in 5 Richtungen: Schwarzenberg, Hochälpele, Bödele, Hochälpelealpe, Lustenauer Hütte, Bregenzer Hütte, Kehlegg, Gütle, Weißenfluh Alpe          | 1266 | Hochälpele-Weißenfluh-Gruppe; Hochälpelekopf - Gräsakopf                                                                                                  | Dornbirner Ach - Bregenzerach; Tintelsbach, Gunzenach/Kobelach, Dornbirner Ach - Steinrieslerbach, Bregenzerach             | Vorarlberger Rheintal - Bregenzerwald; Kehlegg (Dornbirn) - Lustenauer Hütte, Schwarzenberg                       | Gschwendt Alpe, Lustenauer Hütte ist 20 min. entfernt                            | 47° 24′ N, 9° 49′ O |
| Hottersattel                                |                                                                                           | Güterweg von Reuthe zur Weißenfluhalpe, Walderschließungsweg Ahornaweg; Wanderwege: Mellau, Mörzelspitze, Kehlegg, Bödele                                  | 1249 | Dornbirner First - Hochälpele-Weißenfluh-Gruppe; Hangköpfle - Weißenfluh                                                                                  | Bregenzerwald, Reuthe - Ebniter Tal, Dornbirn                                                                               | Dornbirner Ach - Bregenzerach; Ahornbach, Müselbach, Gunzenach/Kobelach, Dornbirner Ach - Rotenbach, Bregenzerach |                                                                                  | 47° 22′ N, 9° 50′ O |
| Fluhjöchle                                  | Blick vom Alpkopf: links Dornbirner First, Fluhjöchle vorne, Hoher Freschen rechts hinten | Wanderwege in 4 Richtungen: Alpkopf, Hoher Freschen, Binnelalpe, Lindachalpe, Mörzelspitze, Mellau, Unterfluhalpe, Ebnit, Gütle                            | 1615 | Dornbirner First - Freschengruppe; Salzbödenkopf - Alpkopf                                                                                                | Dornbirner Ach - Bregenzerach; Fluhjöchlegraben, Gunzenach/Kobelach, Dornbirner Ach - Haslachbach, Mellenbach, Bregenzerach | Vorarlberger Rheintal - Bregenzerwald; Hinteres Ebniter Tal - Hinteres Mellental; Unterfluhalpe - Haslach Alpe    | Altenhofalpe südlich bis zum Sattel                                              | 47° 20′ N, 9° 47′ O |
| Fluhereck                                   | Schöner Mann von Südwesten vom Fluhereck                                                  | Wanderwege: Ebnit, Hohe Kugel, Schuttannen, Hohenems, Ranzenbergalpe,                                                                                      | 1267 | Schuttannenberge - Kugelgruppe; Strahleck - Schöner Mann - Hohe Kugel                                                                                     | Stuarottelbach, Tugsteinbach, Salzbach, Emsbach - Luchsfallabach, Finsternaubach, Emsbach - Bruderbach, Dornbirner Ach      | Vorarlberger Rheintal - Ebniter Tal; Hohenems - Ebnit                                                             | Emser Hütte, Dreifachsattel                                                      | 47° 21′ N, 9° 43′ O |
| Treietpass                                  |                                                                                           | Güterweg von Fraxern zur Kugelalpe; Wanderwege: Viktorsberg, First, Hoher Freschen, Ebnit, Meschach, Hohe Kugel, Millrütte                                 | 1489 | Kugelgruppe; Hohe Kugel - First, Falben, Vorderhörnle | Ratzbach, Klausbach, Frutz, Rhein - Kugelbach, Dornbirner Ach, Bodensee, Rhein                                              | Vorarlberger Rheintal - Ebniter Tal; Fraxern - Kugelalpe, Ebnit                                                   | Staffelalpe,                                                                     | 47° 20′ N, 9° 43′ O |
| Dümelesattel                                |                                                                                           | Wanderwege in 3 Richtungen: Viktorsberg, Hohe Kugel, Hoher Freschen über den Valüragrat                                                                    | 1452 | Kugelgruppe - Freschengruppe; Dümelekopf - Hoher Freschen                                                                                                 | Valüratobelbach, Frödisch, Frutz, Rhein - Valorsbach, Dornbirner Ach, Bodensee, Rhein                                       | Vorarlberger Rheintal; Frödischtal - Hinteres Ebniter Tal                                                         |                                                                                  | 47° 18′ N, 9° 45′ O |
| Freschenboden                               | Hohe Matona, Freschenboden, Schusterstuhl, Hoher Freschen                                 | Wanderwege: Hoher Freschen, Bad Laterns, Lindachalpe (für Geübte)                                                                                          | 1908 | Freschengruppe; Hoher Freschen - Hohe Matona | Frödisch, Frutz, Rhein - Vordermellenbach, Mellenbach, Bregenzerach, Rhein                                                  | Frödischtal - Mellental                                                                                           | Freschenhaus 15 Min. entfernt                                                    | 47° 18′ N, 9° 47′ O |
| Gräviser Höhe                               | Links die Gräviser Höhe, Matona, Freschenboden, Schusterstuhl, Hoher Freschen, Alpe Süns  | Wanderwege: Damüls, Bad Laterns, Hoher Freschen | 1790 | Freschengruppe; Hohe Matona - Gerenfalben | Gäfnertobelbach, Badbach (Garnitzabach), Frutz, Rhein - Langgehrbach, Vordermellenbach, Mellenbach, Bregenzerach, Rhein     | Laternsertal - Mellental; Bad Laterns - Portla Alpe                                                               | Gräviser Alpe                                                                    | 47° 17′ N, 9° 48′ O |
| Portla Fürkele                              |                                                                                           | Wanderwege in 5 Richtungen: Furkajoch, Damüls, Portlahorn, Portlakopf, Freschenhaus, Sünsalpe                                                              | 1810 | Freschengruppe - Damülser Berge; Hochrohkopf - Portlakopf                                                                                                 | Mellenbach, Bregenzerach - Portlabach, Ladritschbach, Lutz, Ill, Rhein                                                      | Bregenzerwald; Hinteres Mellental - Oberdamüls                                                                    |                                                                                  | 47° 17′ N, 9° 50′ O |
| Sünser Joch                                 |                                                                                           | Wanderwege in 5 Richtungen: Damüls, Blauer See, Bergstation Ugalift, Sünser See, Portlahorn                                                                | 1911 | Damülser Berge; Portlahorn - Ragazer Blanken | Sünser See, Sünserbach, Mellenbach, Bregenzerach - Ragazbach, Argenbach, Bregenzerach                                       | Bregenzerwald; Hinteres Mellental - Oberdamüls                                                                    |                                                                                  | 47° 18′ N, 9° 51′ O |
| Unterdamülser Furka                         | Blick vom Fukajoch zur Unterdamülser Furka in der Bildmitte                               | Güterweg von Damüls zur Alpe Unterdamüls; Wanderwege: Oberdamülser Alpe, Türtschalpe, Fontanella                                                           | 1485 | Glatthorngruppe – Damülser Berge; Portlahorn - Damülser Horn                                                                                              | Bregenzerach - Ill; Bregezbach, Argenbach, Bregenzerach - Ladritschbach, Lutz, Ill                                          | Bregenzerwald, Damüls - Unterdamüls                                                                               | Alpe Unterdamüls                                                                 | 47° 17′ N, 9° 52′ O |
| Öberle, Wurzacher Eck oder Wurzacher Sattel | Klippern Obere Alpe Wurzachalpe                                                           | Wanderwege in 4 Richtungen: Holenke, Au, Argenfall, Mellau, Ugaalpe                                                                                        | 1622 | Damülser Berge; Kanisfluh - Klippern | Alpbach, Bregenzerach - Leuebach, Argenbach, Bregenzerach                                                                   | Bregenzerwald; Damülser Tal - Mellau                                                                              |                                                                                  | 47° 20′ N, 9° 55′ O |
| Schäfisjoch (Schäfisgrat)                   | St. Gerold mit Walserkamm, rechte Bildmitte das Schäfisjoch                               | Wanderwege: Gerenspitze, St. Gerold, Blons, Furkajoch, Bad Laterns                                                                                         | 1794 | Walserkamm; Gerenspitze - Mutabellaspitze | Rüfitobel, Lutz, Ill, Rhein - Frutz, Rhein                                                                                  | Großes Walsertal - Laternsertal; St. Gerold - Bad Laterns                                                         |                                                                                  | 47° 15′ N, 9° 49′ O |
| Bärenjoch                                   | St. Gerold mit Walserkamm, linke Bildmitte das Bärenjoch                                  | Aufstieg zur Gerenspitze von der Gaßneralpe aus | 1766 | Walserkamm; Melkspitze - Schäfiskopf | Hölltobel, Lutz, Ill, Rhein - Bärentobelbach, Frutz, Rhein                                                                  | Großes Walsertal - Laternsertal; St. Gerold - Bad Laterns, Innerlaterns                                           |                                                                                  | 47° 15′ N, 9° 48′ O |
| Hinterjoch                                  | Sender Dünserberg und Hinterjoch                                                          | Wanderwege: Übersaxen, Laternsertal, Dünserberg, Hochgerach                                                                                                | 1614 | Walserkamm; Kopes - Rappenköpfle | Schmaleggtobel, Frutz, Rhein - Schnifiserbach, Vermülsbach, Gießenbach, Ill, Rhein                                          | Laternsertal - Walgau; Innerlaterns - Dünserberg                                                                  |                                                                                  | 47° 14′ N, 9° 44′ O |
| Bezegg                                      |                                                                                           | Güterweg nach Andelsbuch und Bezau; Wanderwege: Klausberg, Baumgartenhöhe                                                                                  | 787  | Winterstaudenkamm; Andelsbucher Klausberg - Baumgartenhöhe                                                                                                | Bezeggbach, Bregenzerach - Hundsbach, Bregenzerach                                                                          | Bregenzerwald;Andelsbuch - Bezau                                                                                  | Bezegg-Sul, ehemaliger Sitz des Landammanns des Bregenzerwaldes (Wälderrepublik) | 47° 23′ N, 9° 53′ O |
| Bizegg                                      |                                                                                           | Güterwege nach Bizau, Langenalpe, Seevorsäß, Marktobelvorsäß                                                                                               | 892  | Hinteregger Grat; Am Stein - Hälekopf | Rimsbach, Grebenbach, Bregenzerach - Bizauerbach, Bregenzerach                                                              | Bregenzerwald; Bezau - Bizau                                                                                      |                                                                                  | 47° 22′ N, 9° 57′ O |
| Schreiberesattel                            |                                                                                           | Wanderwege in 3 Richtungen: Stongen Alpe, Winterstaude, Leopoldstobel Alpe, die Alpen sind über Güterwege erreichbar, die überqueren aber nicht den Sattel | 1526 | Winterstaudenkamm - Hinteregger Grat; Winterstaude - Luguntenkopf                                                                                         | Grebenbach, Bregenzerach - Engegraben, Subersach, Bregenzerach                                                              | Bregenzerwald; Bezau - Sibratsgfäll                                                                               |                                                                                  | 47° 23′ N, 9° 59′ O |
| Stoggersattel                               |                                                                                           | Güterwege von Au-Rehmen und von Schönenbach zu mehreren Alpen; Wanderwege: Schönenbach, Hirschberg, Bizau, Mittagsfluh, Schnepfau                          | 1415 | Bregenzerwaldgebirge - Allgäuer Alpen; Bizauer Hirschberggruppe - Mittagsfluh - Nordwestliche Walsertaler Berge; Triestler - Diedamskopf - Auf der Platte | Rehmer Bach, Bregenzerach - Weißenbach, Bregenzerach - Schönenbach, Subersach, Bregenzerach                                 | Bregenzerwald; Au - Schnepfau - Schönenbach                                                                       | Dreitälersattel, beliebte Mountainbikestrecke                                    | 47° 21′ N, 10° 1′ O |

## Sättel im Vorarlberger Teil der Allgäuer Alpen
| Pass/Sattel                | Bild                                   | Wanderwege | Höhe | Gebirge; Berggruppen; Berge beidseits                                                                 | Wasserscheide; Gewässer beidseits | Talschaften Seitentäler Orte                                                                        | Anmerkungen                                                                | Koordinaten          |
| -------------------------- | -------------------------------------- | --- | ---- | --- | --- | --------------------------------------------------------------------------------------------------- | -------------------------------------------------------------------------- | -------------------- |
| Auf der Mark               | Siplingerkopf-Schichtkamm vom Hochgrat | Wanderwege: Leckner See, Sippersegg, Balderschwang                                                                | 1450 | Allgäuer Voralpen westlich der Iller; Siplingerkopf-Schichtkamm; Östlichen Koppachstein - Samstenberg | Äuelebach, Leckner Ach, Bolgenach - Schönhaldentobelbach, Bolgenach                                                                                    | Lecknertal - Balderschwanger Tal                                                                    | Äuele Alpe, Hochleckachalpe                                                | 47° 28′ N, 10° 3′ O  |
| Steinernes Tor             | Kojen Moos und Steinernes Tor darüber  | Wanderwege in 4 Richtungen: Riefensberg, Talstation der Hochhäderichlifte, Kojen, Kojenstein                      | 1282 | Allgäuer Voralpen westlich der Iller; Kojen-Schichtkamm - Hochgratkette; Kojen - Hochhäderich         | Stellegraben, Jagdbach, Weißach - Lanzenbach, Weißach                                                                                                  | Bregenzerwald; Vorderer Bregenzerwald; Riefensberg Ortskern - Kojen-Moos                            |                                                                            | 47° 30′ N, 9° 59′ O  |
| Sättele (Feuerstätterkopf) |                                        | Wanderwege in 4 Richtungen: Balderschwang, Sibratsgfäll, Hochschwelpen, Feuerstätterkopf, Riedbergpass            | 1434 | Allgäuer Voralpen westlich der Iller; Feuerstätterkopf - Hörnlein                                     | Fugenbach, Rubach, Subersach, Bregenzerach - Lappenbach, Bolgenach, Weißach, Bregenzerach                                                              | Vorderer Bregenzerwald;Balderschwanger Tal - Rubachtal                                              | Güntlealpe, Vögels Neualpe                                                 | 47° 26′ N, 10° 6′ O  |
| Gerachsattel               |                                        | Wanderwege: Diedamskopf, Schönenbach, Starzeljoch, Kleinwalsertal, Hoher Ifen (nur für Geübte)                    | 1752 | Nordwestliche Walsertaler Berge; Steinmandl - Hählekopf                                               | Nordsee -Schwarzes Meer (Europäische Hauptwasserscheide); Subersach, Bregenzerach, Rhein - Schwarzwasserbach, Breitach, Iller, Donau                   | Kleinwalsertal - Subersachtal; Schwarzwasseralpe, Kleinwalsertal - Oberfellealpe, Vorsäß Schönebach | Halden Hochalpe                                                            | 47° 20′ N, 10° 4′ O  |
| Neuhornbachjoch            |                                        | Wanderwege: Falzer Kopf, Kreuzmandl (Kammlinie), Neuhornbachhaus, Gerachsattel                                    | 1850 | Nordwestliche Walsertaler Berge; Falzer Kopf - Kreuzmandl                                             | Gramlatobel, Schrecksbach, Bregenzerach - Krüzbach, Subersach, Bregenzerach                                                                            | Bregenzerwald; Hinterer Bregenzerwald - Quellgebiet der Subersach                                   | Neuhornbachalpe                                                            | 47° 20′ N, 10° 3′ O  |
| Ochsenhofer Scharte        |                                        | Wanderwege: Grünhorn, Schwarzwasserhütte, Starzeljoch, Baad über Stierhofalpe, Ochsenhofer Köpfe (nur für Geübte) |      | Nordwestliche Walsertaler Berge; Grünhorn - Ochsenhofer Köpfe                                         | Turabach, Breitach - Schwarzwasserbach, Breitach | Kleinwalsertal; Duratal - Schwarzwassertal                                                          |                                                                            | 47° 19′ N, 10° 5′ O  |
| Starzeljoch                |                                        | Wanderwege: Schoppernau, Grünhorn, Starzelalpe, via Ochsenhofer Scharte ins Schwarzwassertal, Güntlespitze        | 1868 | Nordwestliche Walsertaler Berge; Grünhorn - Hochstarzel                                               | Nordsee -Schwarzes Meer (Europäische Hauptwasserscheide); Schrecksbach, Bregenzerach, Rhein - Turabach, Breitach, Iller, Donau                         | Bregenzerwald - Kleinwalsertal; Schoppernau - Kleinwalsertal                                        | Straßentunnel wurde diskutiert, aber wieder verworfen                      | 47° 19′ N, 10° 5′ O  |
| Üntschenpass               |                                        | Wanderweg quert den Pass, kein offizieller Wanderweg                                                              | 1854 | Nordwestliche Walsertaler Berge - Südöstliche Walsertaler Berge; Hintere Üntschenspitze - Gamsfuß     | Nordsee -Schwarzes Meer (Europäische Hauptwasserscheide); Hinterüntschenbach, Bregenzer Ach, Rhein - Üntschenbach, Bärguntbach, Breitach, Iller, Donau | Bregenzerwald - Kleinwalsertal; Bad Hopfreben - Baad                                                | Grenze zwischen den Nordwestlichen und den Südöstlichen Walsertaler Bergen | 47° 17′ N, 10° 5′ O  |
| Häfnerjoch                 |                                        | Wanderwege: Schoppernau, Üntschenspitze, Güntlespitze, Hinterhopfreben                                            |      | Nordwestliche Walsertaler Berge; Üntschenspitze - Güntlespitze                                        | Üntschenbach, Bregenzerach - Schrecksbach, Bregenzerach                                                                                                | Bregenzerwald; Vorderüntschenalpe - Häfneralpe                                                      |                                                                            | 47° 18′ N, 10° 4′ O  |
| Derrenjoch                 | \| \|                                  | Wanderwege: Güntlespitze, Hochstarzel (Kammlinie), Häfner Alpe, Derra Alpe (Passüberquerung)                      | 1883 | Nordwestliche Walsertaler Berge; Güntlespitze - Hochstarzel                                           | Nordsee -Schwarzes Meer (Europäische Hauptwasserscheide); Schrecksbach, Bregenzerach, Rhein - Derrenbach, Breitach, Iller, Donau                       | Bregenzerwald - Kleinwalsertal; Häfner Alpe - Derra Alpe, Baad                                      |                                                                            | 47° 18′ N, 10° 5′ O  |
| Hochalppass                |                                        | Wanderwege: Hochtannbergpass, Bärgunthütte, Baad (Kleinwalsertal), Gemstelpass                                    | 1938 | Südöstliche Walsertaler Berge; Höferspitze - Widderstein                                              | Lech - Iller; Bärguntbach, Krumbach, Lech - Bärguntbach, Breitach, Iller                                                                               | Kleinwalsertal - Hochtannberggebiet; Baad - Hochkrumbach                                            | Hochalpsee                                                                 | 47° 17′ N, 10° 7′ O  |
| Gemstelpass                |                                        | Wanderwege: Hochalppass, Baad, Widderstein (nur für Geübte)                                                       | 1972 | Südöstliche Walsertaler Berge; Widderstein - Haldenwanger Kopf                                        | Lech - Iller; Wißabach, Krumbach, Lech - Gemstelbach, Breitach, Iller                                                                                  | Kleinwalsertal - Hochkrumbach                                                                       | Widdersteinhütte                                                           | 47° 17′ N, 10° 9′ O  |
| Gundsattel                 | Links der Gundsattel                   | Wanderwege: Kanzelwand Bergstation, Riezler Alpe                                                                  | 1800 | Südöstliche Walsertaler Berge; Gundkopf - Fellhorn                                                    | Schmiedebach, Breitach, Iller - Warmatsgundbach, Stillach, Iller                                                                                       | Schmiedebachtobel, Kleinwalsertal - Warmatsgundtal, Stillachtal                                     | Skigebiet Kleinwalsertal Oberstdorf                                        | 47° 20′ N, 10° 12′ O |
| Kuhgehrensattel            | Kuhgehrensattel                        | Wanderwege: Hirschegg, Mittelberg, Riezlern                                                                       | 1857 | Südöstliche Walsertaler Berge; Kuhgehrenspitze - Hammerspitze                                         | Kuhgehrenbach, Breitach - Zwerabach, Breitach | Kleinwalsertal                                                                                      |                                                                            | 47° 20′ N, 10° 12′ O |
| Fiderepass                 | Fiderepass                             | Wanderwege: Faistenoy, Kleinwalsertal                                                                             | 2065 | Südöstliche Walsertaler Berge; Oberstdorfer Hammerspitze - Nördlicher Schafalpenkopf                  | Wildenbach, Breitach, Iller - Warmatsgundbach, Stillach, Iller                                                                                         | Wildental, Kleinwalsertal - Warmatsgundtal, Stillachtal; Mittelberg - Faistenoy                     | Fiderepasshütte, Grenze Österreich/Deutschland,                            | 47° 19′ N, 10° 13′ O |
|                            |                                        | |      | | | |                                                                            |                      |

## Sättel im Vorarlberger Teil der Lechtaler Alpen
| Pass/Sattel    | Bild                                            | Wanderwege                                                               | Höhe | Gebirge; Berggruppen; Berge beidseits              | Wasserscheide; Gewässer beidseits | Talschaften Seitentäler Orte                                                            | Anmerkungen | Koordinaten          |
| -------------- | ----------------------------------------------- | ------------------------------------------------------------------------ | ---- | -------------------------------------------------- | --- | --------------------------------------------------------------------------------------- | --- | -------------------- |
| Wöstersattel   | Mitte links der Wöstersattel (annotiert)        | Wanderwege: Lech, Bockbachtal, Stuttgarter Hütte                         | 2173 | Vallugagruppe; Wösterhorn - Nördliche Wösterspitze | - Großbach, Bockbach, Lech | Wöster Täli - Bockbachtal                                                               | | 47° 13′ N, 10° 11′ O |
| Bockbachsattel | Rechts Bockbachsattel                           | alpiner Steig auf die Wösterspitzen, nur für Geübte                      | 2310 | Vallugegruppe; Südliche Wösterspitze - Rauher Kopf | Walkerbach, Lech - Bockbach, Lech | Wöster Täli, Ochsengümple - Bockbachtal                                                 | | 47° 12′ N, 10° 12′ O |
| Monzabon Joch  | Rüfikopf und Rüfispitze in Zürs (Gemeinde Lech) | Wanderwege: Zürs, Rüfikopf Bergstation, Stuttgarter Hütte, Wösterspitzen | 2262 | Vallugagruppe; Rüfikopf - Rüfispitze               | Monzabonbach, Zürsbach, Lech - Walkerbach, Lech                                                                                       | Wöster Täli, Ochsengümple - Zürser Tal                                                  | Monzabonsee, Schipiste Mozabon-See Nr. 38 vom Rüfikopf verläuft südlich des Sattels                                                                  | 47° 12′ N, 10° 10′ O |
| Krabachjoch    | Stuttgarter Hütte                               | Wanderwege: Lech, Steeg, Rüfikopf, Ulmer Hütte, Zürs, Stuben             | 2297 | Vallugagruppe; Trittwangkopf - Erlispitze          | Pazüelbach, Zürsbach, Lech - Krabach, Lech                                                                                            | Hochtannberggebiet - Krabachtal                                                         | Stuttgarter Hütte, Grenze Vorarlberg/Tirol | 47° 11′ N, 10° 12′ O |
| Valfagehrjoch  |                                                 | Wanderwege: Ulmer Hütte, Valluga, Skipiste Valfagehrjoch 14              | 2543 | Vallugagruppe; Valluga - Schindlerspitze           | Nordsee -Schwarzes Meer (Europäische Hauptwasserscheide); Valfagehrbach, Alfenz, Ill, Rhein - Almajurbach, Rosanna, Sanna, Inn, Donau | Hochtannberggebiet; Valfagehralpe, Alpe Rauz, Stuben - Erlachalpe, St. Anton am Arlberg | Grenze Vorarlberg/Tirol; Schigebiet Ski Arlberg: Schindlergratbahn Endstation, Vallugalift Schlepplift (beide unterhalb des Jochs auf Tiroler Seite) | 47° 9′ N, 10° 13′ O  |

## Sättel im Lechquellengebirge
| Pass/Sattel                                    | Bild | Wanderwege | Höhe                       | Gebirge; Berggruppen; Berge beidseits                                                    | Wasserscheide; Gewässer beidseits | Talschaften Seitentäler; Orte                                                               | Anmerkungen                                                                             | Koordinaten                                              |
| ---------------------------------------------- | --- | --- | -------------------------- | ---------------------------------------------------------------------------------------- | --- | ------------------------------------------------------------------------------------------- | --------------------------------------------------------------------------------------- | -------------------------------------------------------- |
| Schadonapass                                   | Schadonapass von Westen                                                                                  | Nur für Berechtigte: Güterweg von Schröcken zur Biberacher Hütte und zur Schadonaalpe, Wanderwege: Hochkünzelspitze und Braunarlspitze (beide nur für Geübte)          | 1840                       | Zitterklapfengruppe; Glattjöchl - Rossköpfe                                              | Bregenzerach - Ill; Schandelstobelbach, Bregenzerach - Plattenbach, Lutz, Ill                                                         | Großes Walsertal, Buchboden (nur Wanderwege) - Landsteg (Schröcken), Hinterer Bregenzerwald | Biberacher Hütte                                                                        | 47° 16′ N, 10° 2′ O                                      |
| Auenfeldsattel                                 | | Wanderwege: Gaisbachtobel, Oberlech, Mohnensattel, Schröcken, Bürstegg, Karhorn (nur für Geübte)                                                                       | 1710                       | Karhorngruppe - Mohnenfluhgruppe; Karhorn - Juppenspitze                                 | Nordsee -Schwarzes Meer (Europäische Hauptwasserscheide); Bregenzerach, Rhein - Gaisbach, Gizzibach, Lech, Donau                      | Hinterer Bregenzerwald;Schröcken - Stubenbach (Lech)                                        |                                                                                         | 47° 14′ N, 010° 08′ O                                    |
| Glattjöchl                                     | Glattjöchl und Hochkünzelspitze, darunter der Schadonapass                                               | Wanderwege: Buchboden, Schröcken, Schoppernau, Biberacher Hütte | 2175                       | Zitterklapfengruppe; Schöneberg - Hochkünzelspitze                                       | Bregenzerach - Ill; Sennauerbach, Schandelstobelbach, Bregenzerach - Plattenbach, Lutz, IIl                                           | Hinterer Bregenzerwald; Schadona Alpe - Obere Gaut-Alpe                                     | Liegt deutlich höher als der benachbarte Schadonapass                                   | 47° 16′ N, 10° 2′ O                                      |
| Tiefenseesattel                                | Breithorn und Tiefenseesattel                                                                            | Nur für Berechtigte: Güterweg vom Muttersberg zur Tiefenseealpe und zur Alpe Els, Wanderwege: Hoher Fraßen, Marul                                                      |                            | Gamsfreiheit-Gruppe; Hoher Fraßen - Breithorn                                            | Galgentobelbach, Ill - Marulbach, Lutz, Ill                                                                                           | Walgau - Großes Walsertal; Nüziders - Marul                                                 |                                                                                         | 47° 11′ N, 9° 52′ O                                      |
| Mohnensattel                                   | Mohnenfluh, Mohnensattel und Zuger Hochlicht von Westen                                                  | Wanderwege: Butzensee, Oberlech, Auenfeldsattel, Mohnenfluh (nur für Geübte)                                                                                           | 2316                       | Mohnenfluhgruppe: Mohnenfluh - Zuger Hochlicht                                           | Nordsee -Schwarzes Meer (Europäische Hauptwasserscheide); Haasenbach, Bregenzerach, Rhein - Morchbach, Lech, Donau                    | Hinterer Bregenzerwald, Auenfeld - Hochtannberggebiet                                       |                                                                                         | 47° 14′ N, 10° 6′ O                                      |
| Kriegersattel                                  | | Wanderwege: Oberlech, Zug, Kriegerhorn (nur für Geübte) Schipiste Kriegeralpe-Oberlech 34                                                                              | 2009                       | Mohnenfluhgruppe; Kriegerhorn - Zuger Hochlicht                                          | Mohnenbach, Lech - Zugerbach, Lech | Hochtannberggebiet; Oberlech - Götzner Alpe                                                 | Kriegeralpe, Naturschutzgebiet Gipslöcher, Schigebiet Lech, Ski Arlberg                 | 47° 13′ N, 10° 7′ O                                      |
| Gamsbodenjoch                                  | Gamsboden und Hochlichtspitze von Südosten                                                               | Wanderwege: Freiburger Hütte, Biberacher Hütte, Oberlech, Zug, Ravensburger Hütte                                                                                      |                            | Johannesgruppe - Braunarlgruppe; Östlicher Johanneskopf - Hochlichtspitze                | Nordsee -Schwarzes Meer (Europäische Hauptwasserscheide); Lutz, Ill, Rhein - Lech, Donau                                              | Hinteres Großes Walsertal - Hochtannberggebiet                                              | Göppinger Hütte                                                                         | 47° 13′ N, 10° 3′ O                                      |
| Rauhes Joch                                    | Ganahlskopf, Fensterlewand, Saladinaspitze, Freiburger H. und Rauhes Joch von der Roten Wand aufgenommen | Wanderwege: Dalaas, Formarinalpe, Marul, Spullersee | 1910                       | Formarin-Schafberggruppe - Gehrengratgruppe; Geißköpfe - Ganahlskopf                     | Nordsee -Schwarzes Meer (Europäische Hauptwasserscheide); Alfenz, Ill, Rhein - Lech, Donau                                            | Klostertal, Dalaas - Formarinsee, Hochtannberggebiet                                        | Formarinsee, Freiburger Hütte                                                           | 47° 10′ N, 9° 59′ O                                      |
| Muttawangjoch                                  | Feuerstein von Westen in der Mitte, Muttawangjoch rechts daneben                                         | Wanderweg: Bad Rothenbrunnen, Gadental - Göppinger Hütte, Hinteres Großes Walsertal                                                                                    | 2025                       | Feuerstein - Bratschenkopf                                                               | Bärenbach, Rotenbrunnenbach, Lutz - Alpschellerbach, Lutz                                                                             | Großes Walsertal; Gadental - namenloses Seitental                                           | Wildsee                                                                                 | 47° 14′ N, 10° 1′ O                                      |
| Schwarze Furka                                 | | Wanderweg Marul - Falidrugaalpe - Formarinsee/Laguzalpe | 2199                       | Lusgrind - Hanflender                                                                    | Faludrigabach, Marulbach - Laguzbach, Marulbach                                                                                       | Großes Walsertal; Faludrigaalpe - Obere Laguzalpe                                           |                                                                                         | 47° 11′ N, 9° 57′ O                                      |
| Lange Furka                                    | Panorama nach Westen vom Formaletsch, Lange Furka Mitte links                                            | Wanderweg Marul / Laguzalpe - Formarinsee / Lech | ca. 2008                   | Formarin-Rothorn - Geißköpfe                                                             | Nordsee -Schwarzes Meer (Europäische Hauptwasserscheide); Laguzbach, Marulbach, Lutz, Ill, Rhein - Formarinsee, Lech, Donau           | Großes Walsertal - Hochtannberggebiet; Obere Laguzalpe - Formarinsee                        |                                                                                         | 47° 11′ N, 9° 58′ O                                      |
| Rote Furka (bei der Roten Wand)                | Formarin-Rothorn, Rote Furka und Rote Wand von Süden                                                     | Wanderweg Formarinsee - Rote Wand / Laguzalpen | 2360                       | Formarin-Rothorn - Rote Wand                                                             | Nordsee -Schwarzes Meer (Europäische Hauptwasserscheide); Laguzbach, Marulbach, Lutz, Ill, Rhein - Lech, Donau                        | Großes Walsertal - Hochtannberggebiet; Obere Laguzalpe - Formarinsee                        |                                                                                         | 47° 11′ N, 9° 59′ O                                      |
| Fürkele (Rote Wand)                            | Fürkele am Rote Wand-Aufstieg                                                                            | alpiner Steig auf die Rote Wand, Wanderweg Formarinsee - Klesenzaalpe                                                                                                  | ca. 2335                   | Rote Wand - Madratsch                                                                    | |                                                                                             |                                                                                         |                                                          |
| Fürkele oder Nova Fürkele                      | | Wanderweg Marul - Faludrigaalpe / Formarinsee | 1937                       | Novaspitze - Novakopf                                                                    | Faludrigabach, Marulbach - Marulbach                                                                                                  | Großes Walsertal                                                                            |                                                                                         | 47° 11′ N, 9° 54′ O                                      |
| Gwurfjoch                                      | Roggelskopf + Gwurfjoch von Roter Wand                                                                   | Wanderweg Formarinsee - Braz, Steig auf den Roggelskopf | 2069                       | Roggelskopf - Geißköpfe                                                                  | Masonbach, Alfenz - Schmiedetobelbach, Alfenz                                                                                         | Formarinsee / Lechtal - Klostertal                                                          |                                                                                         | 47° 10′ N, 9° 58′ O                                      |
| Sättele (Stierkopf)                            | Das Sättele zwischen Klesenzaalpe (ganz links) und Laguzalpe (Mitte)                                     | Wanderweg von Marul nach Buchboden oder zu Laguzalpe/Rote Wand/Formarinsee                                                                                             | 1737                       | Stierkopf - Madratsch                                                                    | Hutlabach - Laguzbach/Marulbach | Klesenzatal/Hutlatal - Tal des Marulbachs                                                   |                                                                                         |                                                          |
| Madlochjoch                                    | Madlochjoch mit Spullerschafberg, Mehlsack, Johannesköpfen und Hochlichtspitze im Hintergrund            | Wanderwege: Zürser See, Ravensburger Hütte, Zug, Lech | 2437                       | Madlochjochspitze - Obere Wildgrubenspitze                                               | Zürser See, Jazzibach, Zürsbach, Lech - Wandtöbelebach, Stierlochbach, Lech                                                           | Hochtannberggebiet;                                                                         | Bergstation Madlochbahn                                                                 | 47° 11′ N, 10° 7′ O                                      |
| Grubenjoch                                     | Blick von Westen zur Wildgrube und zum Grubenjoch                                                        | Wanderweg: kein offizieller Wanderweg, schlecht oder kaum markiert, leichte Kletterpassage (I) auf der Ostseite                                                        | 2465                       | Flexenspitze - Grubenjochspitze                                                          | Flexenbach, Alfenz - Bargetzisbach, Spullersee, Alfenz                                                                                | Klostertal                                                                                  |                                                                                         | 47° 9′ N, 10° 8′ O                                       |
| Stierlochjoch                                  | Spullersee, rechts Stierlochjoch                                                                         | Nur für Berechtigte: Güterweg von Zug zum Spullersee; Wanderwege: Spullersee, Zug, Zürs                                                                                | 2009                       | Spuller Schafberg - Obere Wildgrubenspitze                                               | Nordsee -Schwarzes Meer (Europäische Hauptwasserscheide);Spullersee, Alfenz, Ill, Rhein - Lech, Donau                                 | Hochtannberggebiet - Klostertal; Klösterle - Zug, Lech                                      | Ravensburger Hütte in 15 min. Entfernung                                                | 47° 10′ N, 10° 6′ O                                      |
| Spullersee                                     | Spullersee                                                                                               | Güterweg via Stierlochjoch nach Zug, via Dalaaser Staffel und Tannläger zur Formarinalpe; Wanderwege: Ravensburger Hütte, Klösterle, Wald am Arlberg, Zug, Formarinsee | 1827                       | Gehrengrat-Gruppe - Spuller Schafberg-Gruppe; Plattnitzer Jochspitze - Spuller Schafberg | Nordsee -Schwarzes Meer (Europäische Hauptwasserscheide); Spreubach, Alfenz, Ill, Rhein - Spullerbach, Lech, Donau                    | Klostertal - Hochtannberggebiet; Klösterle - Zug (Lech)                                     | Die Passhöhe wurde überstaut, die beidseitigen Abflüsse mit zwei Staumauern abgeriegelt | 47° 9′ N, 10° 5′ O                                       |
| Johannesjöcher                                 | Rote Wand aus dem Bereich der Johannesjöcher                                                             | Wanderweg: Formarinsee (Freiburger Hütte) - Gamsboden (Göppinger Hütte)                                                                                                | unteres: 2055 oberes: 2037 | Rote Wand-Gruppe - Johannesgruppe; Rote Wand - Hirschenspitze                            | Nordsee -Schwarzes Meer (Europäische Hauptwasserscheide); Klesenzabach, Lutz, Ill, Rhein - unbenannter Zufluss des Lechs, Lech, Donau | Großes Walsertal - Hochtannberggebiet; Johannestal - Zuger Tal                              | unbenannter kleiner Hochgebirgssee östlich vom oberen Johannesjoch                      | Unteres: 47° 11′ N, 10° 1′ O Oberes: 47° 12′ N, 10° 1′ O |
| Fürggele, Braunarlfürggele oder Hochbergsattel | | Wanderwege: Biberacher Hütte, Braunarlspitze, Fellealpe | 2145                       | Hochkünzelgruppe -Braunarlgruppe; Hochberg - Braunarlspitze                              | Bregenzerach - Ill; Fellbach, Bregenzerach - Lutz, Ill                                                                                | Hinteres Großes Walsertal - Hinterer Bregenzerwald                                          |                                                                                         | 47° 14′ N, 10° 4′ O                                      |

## Sättel im Vorarlberger Teil des Verwalls
| Pass                       | Bild                                                                                            | Wanderwege | Höhe | Gebirge; Berggruppen; Berge beidseits                                                  | Wasserscheide; Gewässer beidseits | Talschaften; Seitentäler; Orte                                       | Anmerkungen                                                                                           | Koordinaten         |
| -------------------------- | ----------------------------------------------------------------------------------------------- | --- | ---- | -------------------------------------------------------------------------------------- | --- | -------------------------------------------------------------------- | --- | ------------------- |
| Kristbergsattel            | Kristbergsattel vom Roggelskopf                                                                 | Nur für Berechtigte: Stichstraße vom Silbertal aus, Wanderwege: Ortschaft Kristberg, Muttjöchle, Silberpfad, Itonskopf, Dalaas   | 1480 | Itonskopf-Gruppe; Itonskopf - Muttjöchle                                               | Mühlestalltobel, Litz, Ill - Winklertobelbach, Alfenz, Ill | Montafon - Klostertal; Silbertal - Klostertal; Silbertal - Dalaas    | Ortschaft Innerkristberg südlich des Sattels, Bergstation der Kristbergbahn, Schigebiet ins Silbertal | 47° 7′ N, 9° 59′ O  |
| Alplegi                    | Roggelskopf in der Mitte, Alplegisattel rechts dahinter                                         | Nur für Berechtigte: Güterweg von Bartholomäberg zur Latonsalpe; Wanderwege: Dalaas, Kristberg, Davenna, Valleu                  | 1802 | Itonsberggruppe; Zwölferkopf - Wannakopf                                               | Graveserbach, Ill - Prademehlbach, Alfenz, Ill | Montafon, Bartholomäberg - Latonsalpe                                | | 47° 7′ N, 9° 55′ O  |
| Furkla oder Grasjoch       | Grasjoch links, Zamangspitze rechts daneben, Hochjoch und Mittagsjoch in der rechten Bildhälfte | Wanderwege: Wormser Höhenweg zum Scheimersch, Kreuzjoch, Silbertal, St. Gallenkirch                                              | 1975 | Hochjochstock - Madererkamm; Zamangspitze - Scheimersch                                | Tramosabach, Ill - Gieslabach, Litz, Ill | Hinteres Montafon - Silbertal                                        | Grasjochbahn Bergstation, Hochalpilabahn Talstion                                                     | 47° 3′ N, 10° 0′ O  |
| Burtschasattel             | Burtschakopf (2244 m) und Burtschasattel rechts vorn                                            | Wanderwege: Burtschakopf, Klösterle via Thüringer Alpe, Sonnenkopf Bergstation, Sonnenkopf Talstation                            | 2178 | Itonskopfgruppe; Burtschakopf - Glattingrat                                            | Vermalentobel, Alfenz - Nenzigastbach, Alfenz | Klostertal; Vermalentobel, Schigebiet Sonnenkopf - Nenzigasttal      | | 47° 7′ N, 10° 5′ O  |
| Wildebene                  |                                                                                                 | Wanderwege: Konstanzer Hütte, Klösterle, Silbertal                                                                               | 2395 | Eisentalergruppe - Kaltenberggruppe; Östliche Eisentaler Spitze - Südliche Pflunspitze | Nenzigastbach, Alfenz, Ill - Gaflunabach, Litz, Ill | Klostertal - Montafon; Nenzigasttal - Gaflunatal, Hinteres Silbertal | Neue Reutlinger Hütte, Schafkarsee                                                                    | 47° 5′ N, 10° 7′ O  |
| Gafluner Winterjöchle      | Galfluner Winterjöchle von Osten, Gaflunakopf links, Pflunspitzen rechts                        | Wanderweg von der Neuen Reutlinger Hütte zur Konstanzer Hütte                                                                    | 2345 | Kaltenberggruppe - Drosberggruppe; Pflunspitzen - Gaflunakopf                          | Nordsee -Schwarzes Meer (Europäische Hauptwasserscheide); Gaflunabach, Litz, Ill, Rhein - Pflunbach, Rosanna, Sanna, Inn, Donau                                        | Montafon; Gaflunatal, Silbertal - Pfluntal, Verwalltal (Tirol)       | Grenze Vorarlberg/Tirol                                                                               | 47° 4′ N, 10° 8′ O  |
| Jöchli                     | Tafamunter Augstenberg und Versalspitze von Nordwesten                                          | Wanderwege: Tavamunter Augstenberg, Versalspitze, Heilbronner Hütte, Tafamunt, Gaschurn                                          | 2405 | Valschavielkamm; Tavamunter Augstenberg - Versalspitze                                 | Vendulabach, Ill - Verbellabach, Ill | Hinteres Montafon; Tafamunt - Verbellatal                            | | 46° 59′ N, 10° 5′ O |
| Furkla (Valschavielkamm)   |                                                                                                 | Wanderwege: Versalhaus, Augstenberg, Versalspitze, Gibau, Gaschurn, Valschaviel Maisäß, Heilbronner Hütte                        | 2260 | Valschavielkamm; Tafamunter Augstenberg - Verbellner Kopf                              | Valschavielbach, Ill - Verbellabach, Ill | Valschavieltal - Verbellatal                                         | | 46° 59′ N, 10° 6′ O |
| Silbertaler Winterjöchle   |                                                                                                 | Wanderweg: Schwarzsee, Heilbronner Hütte, Konstanzer Hütte                                                                       | 1900 | Drosberggruppe - Madererkamm                                                           | Nordsee -Schwarzes Meer (Europäische Hauptwasserscheide); Litz, Ill, Rhein - Rosanna, Sanna, Inn, Donau                                                                | Montafon; Silbertal - Verwalltal                                     | Grenze Vorarlberg/Tirol                                                                               | 47° 3′ N, 10° 9′ O  |
| Valschavieler Winterjöchle |                                                                                                 | Wanderweg: Innerer Rossberg, Valschavielsee (Tirol)                                                                              | 2399 | Albonakopf - Valschavielkopf                                                           | Nordsee -Schwarzes Meer (Europäische Hauptwasserscheide); Valschavielbach, Ill, Rhein - Rosanna, Sanna, Inn, Donau                                                     | Hinteres Montafon;Valschavieltal - Verwalltal                        | Grenze Vorarlberg/Tirol                                                                               | 47° 1′ N, 10° 8′ O  |
| Gaschurner Winterjöchle    |                                                                                                 | Wanderweg: Mardusa, Valschavielsee (Tirol)                                                                                       | 2322 | Albonakopf - Stritkopf                                                                 | Nordsee -Schwarzes Meer (Europäische Hauptwasserscheide); Kessisee, Kessiseebach, Valschavielbach, Ill, Rhein - Valschavielsee, Albonabach, Rosanna, Sanna, Inn, Donau | Hinteres Montafon; Valschavieltal - Verwalltal                       | Kessisee, Grenze Vorarlberg/Tirol                                                                     | 47° 1′ N, 10° 8′ O  |
| Verbellner Winterjöchle    |                                                                                                 | Wanderwege: Verbellaalpe, Wormser Höhenweg zur Wormser Hütte, Konstanzer Hütte, Silbertaler Winterjöchle, Friedrichshafner Hütte | 2270 | Valschavielkamm - Fluhgruppe                                                           | Nordsee -Schwarzes Meer (Europäische Hauptwasserscheide); Valschavielbach, Ill, Rhein - Rosanna, Sanna, Inn, Donau                                                     | Hinteres Montafon;Verbellnertal - Verwalltal                         | Heilbronner Hütte, Scheidsee, Grenze Vorarlberg/Tirol                                                 | 47° 1′ N, 10° 8′ O  |

## Sättel im Vorarlberger Teil der Silvretta
| Pass                          | Bild                                                                        | Wanderwege, Skirouten | Höhe | Gebirge; Berggruppen; Berge beidseits            | Wasserscheide; Gewässer beidseits | Talschaften; Seitentäler; Orte                                                                    | Anmerkungen                                                    | Koordinaten         |
| ----------------------------- | --------------------------------------------------------------------------- | --- | ---- | ------------------------------------------------ | --- | ------------------------------------------------------------------------------------------------- | -------------------------------------------------------------- | ------------------- |
| Flamjöchle                    | Vallüla und Flamjöchle                                                      | Wanderwege: Bielerhöhe, Kopssee/Partenen/Breitspitz, Aufstieg auf die Vallüla (ungesichert, nicht markiert, Kletterstellen bis II. Schwierigkeitsgrad) | 2499 | Vallüla-Gruppe; Vallüla - Kleine Vallüla         | Nordsee -Schwarzes Meer (Europäische Hauptwasserscheide); Untervallülabach, Vallülabach, Verbellabach, Ill, Rhein - Vermuntbach, Trisanna, Sanna, Inn, Donau | Hinteres Montafon - Hinteres Paznantal; Partennen, Verbellatal, Vallülatal - Kleinvermunt, Galtür | Grenze Vorarlberg/Tirol                                        | 46° 56′ N, 10° 7′ O |
| Radsattel                     | Radsattel Vermuntgletscher                                                  | Wanderweg Bieler Höhe - Wiesbadener Hütte | 2652 | Hohes Rad - Bieltalkopf                          | Nordsee -Schwarzes Meer (Europäische Hauptwasserscheide); Ruchkopf Gletscherbach, Ill, Rhein - Bieltalbach, Trisanna, Sanna, Inn, Donau                      | Hinteres Montafon; Bieltal - Ochsental                                                            | Grenze Vorarlberg/Tirol                                        | 46° 53′ N, 10° 7′ O |
| Rote Furka (Silvretta)        | Rote Furka und Verstanclahorn von Norden                                    | Wanderweg: Selbstversorgerhütte Klostertaler Umwelthütte, Silvrettahütte                                                                               | 2688 | Tälihorn - Rotfluh                               | Ill - Landquart; Klostertalbach, Ill - Verstanclabach, Landquart                                                                                             | Hinteres Montafon, Bielerhöhe - Prättigau (Schweiz)                                               | Grenze Österreich/Schweiz                                      | 46° 52′ N, 10° 4′ O |
| Litznersattel                 |                                                                             | Wanderweg: Saarbrücker Hütte, Bielerhöhe, Vermuntstausee                                                                                               | 2740 | Großlitzner - Verhupfspitze                      | Verhupftälibach, Klostertalbach, Ill - Litzner Gletscherbach, Kromerbach, Ill                                                                                | Hinteres Montafon; Klostertal (Silvretta) - Kromertal                                             | Litzner See                                                    | 46° 53′ N, 10° 3′ O |
| Seelücke                      | Seelücke zwischen Großem Seehorn (links) und Östlicher Kromerspitze         | Wanderweg (hochalpin): Saarbrücker Hütte, Plattenjoch, Seetalhütte                                                                                     | 2776 | Großes Seehorn - Östliche Kromerspitze           | Ill - Landquart; Litzner Gletscherbach, Kromerbach, Ill - Seebach, Verstanclabach, Landquart                                                                 | Hinteres Montafon; Kromertal - Seetal                                                             | Grenze Österreich/Schweiz                                      | 46° 54′ N, 10° 2′ O |
| Vermuntpass (Fuorcla Vermunt) | Vermuntpaß zwischen Piz Mon (links) und Großen Piz Buin (rechts)            | Wanderweg (hochalpin): Wiesbadner Hütte - Chamanna Tuoi (über den Vermuntgletscher)                                                                    | 2798 | Großer Piz Buin - Piz Mon                        | Nordsee -Schwarzes Meer (Europäische Hauptwasserscheide); Vermuntgletscher, Vermuntglecherbach, Ill, Rhein - Clozza, Inn, Donau                              | Hinteres Montafon, Ochsental - Val Tuoi, Engadin (Schweiz)                                        | Grenze Österreich/Schweiz                                      | 46° 51′ N, 10° 8′ O |
| Fuorcla dal Cunfin            | Fuorcla dal Cunfin vom Ochsentaler Gletscher, Signalhorn rechts oben        | Skiroute (hochalpin) | 3043 | Kleiner Piz Buin - Signalhorn                    | Nordsee -Schwarzes Meer (Europäische Hauptwasserscheide); Ill, Rhein - La Cudera Gletscher, Lavinuoz, Inn, Donau                                             | Hinteres Montafon, Ochsental - Val Lavinouz, Engadin                                              | Grenze Österreich/Schweiz                                      | 46° 51′ N, 10° 6′ O |
| Egghornlücke                  | Egghornlücke von Osten, vom Ochsentaler Gletscher, rechts das Silvrettahorn | Skiroute (hochalpin) | 3047 | Egghorn - Silvrettahorn                          | Ill - Landquart; Ochsentaler Gletscher, Ill - Silvrettagletscher, Verstanclabach, Landquart                                                                  | Hinteres Montafon; Ochsental - Galtürtälli, Verstanclatal, Prätigau                               | Grenze Österreich/Schweiz                                      | 46° 51′ N, 10° 6′ O |
| Buinlücke                     | Buinlücke und Ochsentaler Gletscher vom Aufstieg zum Silvrettahorn          | Skiroute, Steinschlaggefahr | 3056 | Großer Piz Buin - Kleiner Piz Buin               | Nordsee -Schwarzes Meer (Europäische Hauptwasserscheide); Ochsentaler Gletscher, Ill, Rhein - Clozza, Inn, Donau                                             | Hinteres Montafon; Ochsental - Val Tuoi                                                           | Grenze Österreich/Schweiz                                      | 46° 51′ N, 10° 7′ O |
| Rotfluhlücke                  | Blick von der Egghornlücke zur Rotfluhlücke                                 | | 3056 | Rotfluh - Knoten                                 | Ill - Landquart; Klostertaler Gletscher/Klostertalbach - Silvrettagletscher/Verstanclabach, Landquart                                                        | Hinteres Montafon; Klostertal (Silvretta) -                                                       | Grenze Österreich/Schweiz                                      | 46° 52′ N, 10° 5′ O |
| Vergaldner Joch               |                                                                             | Wanderwege: Vergaldner Alpe, Matschuner Joch, Garneraalpe                                                                                              | 2515 | Vorderberg - Mittelberg                          | Vergaldabach, Suggadinbach, Ill - Garnerabach, Ill | Hinteres Montafon; Vergaldatal - Garneratal                                                       |                                                                | 46° 55′ N, 9° 59′ O |
| Matschuner Joch               |                                                                             | Wanderwege: Nova Alpe, Versettla, Ganeraalpe, Tübinger Hütte. Heimspitze                                                                               | 2390 | Matschunerköpfe                                  | Matschunbach - Garnerabach, Ill - Vermielbach, Ill | Hinteres Montafon; Garneratal - Novatal                                                           |                                                                | 46° 57′ N, 9° 59′ O |
| Hochmadererjoch               | Hochmaderer                                                                 | Wanderwege: Madlenerhaus, Vermuntstausee, Bielerhöhe, Tübinger Hütte                                                                                   | 2505 | Hochmaderer - Nördliche Valgraggespitze          | Garnerabach, Ill - Maderneratälibach, Vermuntstausee, Ill | Hinteres Montafon; Gatschetta Täli, Garneratal - Maderneijatäli                                   |                                                                | 46° 56′ N, 10° 2′ O |
| Plattenjoch                   | Blick von der Biwakhütte am Plattenjoch nach Süden, Piz Kesch hinten        | Wanderwege: Seetalhütte, Tübinger Hütte, Saarbrücker Hütte                                                                                             | 2728 | Westliche Plattenspitze - Östliche Plattenspitze | Ill - Landquart; Garnerabach, Ill - Seebach, Verstanclabach, Landquart                                                                                       | Hinteres Montafon; Garneratal - Seetal, Prättigau                                                 | Grenze Österreich/Schweiz, Biwakhütte                          | 46° 54′ N, 10° 1′ O |
| Garnerajoch                   |                                                                             | Wanderweg, Carnäiraweg | 2452 | Hinterberg - Kessispitze                         | Ill - Landquart; Garnererbach, Ill - Carnäirabach, Schlappinbach, Landquart                                                                                  | Hinteres Montafon; Garneratal - Schlappintal, Klosters                                            | Grenze Österreich/Schweiz, Tübinger Hütte ist 50 min. entfernt | 46° 55′ N, 9° 59′ O |

## Sättel im Vorarlberger Teil des Rätikons
| Pass                              | Bild | Wanderwege | Höhe | Gebirge; Berggruppen; Berge beidseits                                        | Wasserscheide; Gewässer beidseits                                                                      | Talschaften; Seitentäler; Orte                                                                            | Anmerkungen                                              | Koordinaten         |
| --------------------------------- | --- | --- | ---- | ---------------------------------------------------------------------------- | --- | --- | -------------------------------------------------------- | ------------------- |
| Schlappiner Joch                  | | Wanderweg Via Valtellina | 2201 | Rätikon - Silvretta                                                          | Ill - Landquart; Suggadinbach, Ill - Schlappinbach, Landquart                                          | Hinteres Montafon; Gargellental - Schlappintal                                                            | Grenze Österreich/Schweiz                                | 46° 55′ N, 9° 54′ O |
| Gafierjöchle                      | Blick vom Gafierjöchle                                                                                   | Wanderwege: Gargellen, St. Antönien | 2414 | Madrisagruppe; Frygebirg - Gargellner Köpfe                                  | Ill - Landquart; Valzivenzbach, Suggadinbach, Ill - Gafierbach, Schanielabach, Landquart               | Hinteres Montafon; Valzivenzbachtal - St. Antöniental                                                     | Grenze Österreich/Schweiz                                | 46° 57′ N, 9° 53′ O |
| St. Antönier Joch, Gargäller Joch | | Wanderwege: Gargellen, St. Antönien | 2376 | Madrisagruppe; Riedkopf - Gargellner Köpfe                                   | Ill - Landquart; Alptobel, Suggadinbach, Ill - Alpeltibach, Gafierbach, Schanielabach, Landquart       | Hinteres Montafon; Gargellner Alptobel, Gargellental, Gargellen - Alpeltitälli, St. Antöniental, Prätigau | Grenze Österreich/Schweiz                                | 46° 58′ N, 9° 52′ O |
| Riedkopf Sattel                   | Gargellen Alpe, hinten von links: Riedkopfsattel, Riedkopf, Rongspitze                                   | Wanderwege: Gargellen, Partnun, St. Antönien                                                                                             |      | Madrisagruppe; Riedkopf - Gargellner Köpfe                                   | Ill - Landquart; Alptobel, Suggadinbach, Ill - Alpeltibach, Gafierbach, Schanielabach, Landquart       | Hinteres Montafon; Gargellner Alptobel, Gargellental, Gargellen - Alpeltitälli, St. Antöniental, Prätigau | Grenze Österreich/Schweiz                                | 46° 58′ N, 9° 53′ O |
| Gweiljoch                         | | Wanderwege: St. Gallenkirch, Tilisunahütte, Tilisunaalpe, Grubenpass                                                                     | 2209 | Gweil-Sarotlakamm; Außergweilkopf - Außerplatinakopf                         | Gampadelsbach, Ill - Gweilbach, Ill                                                                    | Hinteres Montafon; Gampadelstal - Innergweilalpe, Gweil, Galgenul                                         |                                                          | 47° 1′ N, 9° 54′ O  |
| Sarotlajoch                       | | Wanderwege: Plasseggenpass, Partnun, St. Antönien, Gargellen                                                                             | 2389 | Madrisagruppe; Sarotlaspitzen - Röbispitzen                                  | Ill - Landquart; Sarotlabach, Suggadinbach, Ill - Tällibach, Schanielabach, Landquart                  | Hinteres Montafon; Sarotlaalpe, Gargellental - St. Antöniental                                            | Grenze Österreich/Schweiz                                | 47° 0′ N, 9° 53′ O  |
| Plasseggenpass                    | | Wanderwege: Grubenpass, Tilisunahütte, Sarotlapass, Gargellen, Partnun, St. Antönien                                                     | 2354 | Madrisagruppe; Scheienfluh - Sarotlaspitzen                                  | Ill - Landquart; Tilisunabach, Ill - Tällibach, Schanielabach, Landquart                               | Hinteres Montafon;Gamperdelstal - St. Antöniental                                                         | Grenze Österreich/Schweiz                                | 47° 0′ N, 9° 53′ O  |
| Grubenpass                        | Weißplatte Panorama                                                                                      | Wanderwege: Carschinahütte, Partnun, Plasseggenpass, Tilisunahütte                                                                       | 2241 | Sulzfluh-Gruppe; Sulzfluh - Weißplatte                                       | Ill - Landquart; Tilisunabach, Ill - Partnunsee, Schanielabach, Landquart                              | Hinteres Montafon; Gamperdelstal - St. Antöniental                                                        | Grenze Österreich/Schweiz                                | 47° 1′ N, 9° 53′ O  |
| Tilisuna Fürkele                  | Weißplatte                                                                                               | Wanderwege: Carschinahütte, Partnun, Plasseggenpass, Tilisunahütte                                                                       | 2230 | Sulzfluh-Gruppe; Sulzfluh - Weißplatte                                       | Ill - Landquart; Tilisunabach, Ill - Partnunsee, Schanielabach, Landquart                              | Hinteres Montafon; Gamperdelstal - St. Antöniental                                                        | Grenze Österreich/Schweiz; Tilisunahütte und Tilisunasee | 47° 1′ N, 9° 52′ O  |
| Grünes Fürkele                    | Weißplatte Panorama                                                                                      | Wanderwege: Carschinahütte, Partnun, Plasseggenpass, Tilisunahütte                                                                       |      | Sulzfluh-Gruppe; Sulzfluh - Weißplatte                                       | Ill - Landquart; Tilisunabach, Ill - Partnunsee, Schanielabach, Landquart                              | Hinteres Montafon; Gamperdelstal - St. Antöniental                                                        | Grenze Österreich/Schweiz                                | 47° 1′ N, 9° 52′ O  |
| Schwarze Scharte                  | Schwarze Scharte (2336 m, rechts) und Tilisuna-Schwarzhorn (2460 m)                                      | Wanderweg von der Tilisunahütte über Schwarze Scharte und Bilkengrat zur Lindauer Hütte                                                  | 2336 | Sulzfluh-Gruppe; Tilisuna-Schwarzhorn - Verspala                             | Bilkatobelbach, Rasafeibach, Ill - Tilisunasee, Seebach, Gampadelsbach, Ill                            | Montafon; Gauertal - Gampadelstal                                                                         | Zentralalpenweg 02                                       | 47° 2′ N, 9° 52′ O  |
| Schwarzhornsattel                 | Schwarzhornsattel                                                                                        | Wanderwege: Tilisunahütte, Tschaggunser Mittagspitze, Alpilaalpe                                                                         | 2166 | Sulzfluh-Gruppe; Tschaggunser Mittagspitze - Tilisuna-Schwarzhorn            | Letzitobelbach, Rasafeibach, Ill - Walserbach, Seebach, Gampadelsbach, Ill                             | Montafon; Gauertal - Gampadelstal                                                                         |                                                          | 47° 2′ N, 9° 52′ O  |
| Drusentor                         | | Wanderwege: Carschinahütte, Lindauer Hütte                                                                                               | 2334 | Drusenfluh-Gruppe - Sulzfluh-Gruppe; Drei Türme - Sulzfluh                   | Ill - Landquart; Rasafeibach, Ill - Falzibach, Drusabach, Grossbach, Schrabach, Landquart              | Montafon; Gauertal - Alp Drusa, Schuders                                                                  | Grenze Österreich/Schweiz                                | 47° 1′ N, 9° 50′ O  |
| Öfapass                           | Blick vom Verajoch: Öfapass auf der Licht-Schatten-Grenze, Schweizertor im Schatten rechts der Zollhütte | Wanderwege: Lindauer Hütte, Bergstation Golm, Schweizer Tor, Lünersee                                                                    | 2291 | Drusenfluh-Gruppe - Golmer und Zerneuer Grat; Drusenfluh - Öfakopf           | Rellsbach, Ill - Sporatobelbach (versickert)                                                           | Montafon; Hinteres Rellstal - Hinteres Gauertal, Obere Sporaalpe                                          |                                                          | 47° 2′ N, 9° 48′ O  |
| Hätaberger Joch                   | | Wanderwege: Lindauer Hütte, Golm Bergstation, Rells, Schweizer Tor                                                                       | 2154 | Golmer und Zerneuer Grat; Kreuzjoch - Wilder Mann                            | Zaluandabach, Rellsbach, Ill - Waschtobelbach, Sporabach, Rasafeibach, Ill                             | Montafon; Rellstal - Gauertal                                                                             |                                                          | 47° 3′ N, 9° 49′ O  |
| Schweizertor                      | | Wanderwege: Rells, Heinrich Hueter-Hütte, Golm, Lünersee, Carschinahütte                                                                 | 2137 | Drusenfluh-Gruppe - Kirchlispitzen-Gruppe; Drusenfluh - Kirchlispitzen       | Ill - Landquart; Zaluandabach, Rellsbach, Ill - Älplibach, Grossbach, Schrabach, Landquart             | Montafon; Hinteres Rellstal - Tamunt, Schuders (Schweiz)                                                  | Grenze Österreich/Schweiz; Felsentor                     | 47° 2′ N, 9° 47′ O  |
| Verajoch                          | | Wanderwege: Lünersee, Schweizer Tor, Rells                                                                                               | 2330 | Kirchlispitzen-Gruppe; Kirchlispitzen - Verakopf                             | Zaluandabach, Rellsbach, Ill - Värabach, Alvier, Ill                                                   | Montafon; Hinteres Rellstal - Hinteres Brandnertal, Lünersee                                              |                                                          | 47° 3′ N, 9° 46′ O  |
| Lünerkrinne                       | Lünerkrinne, Blick von Südwesten                                                                         | Wanderwege: Lünersee, Rells | 2155 | Kirchlispitzen-Gruppe - Zimba-Gruppe; Südlicher Schafgafall - Zaluandakopf   | Lünersee, Alvier, Ill - Lünbach, Rellsbach, Ill                                                        | Montafon; Brandnertal - Rellstal                                                                          |                                                          | 47° 3′ N, 9° 46′ O  |
| Saulajoch                         | Saulajoch 2065 Wildberg                                                                                  | Wanderwege: Lünersee, Alpe Lün, Heinrich Hueter-Hütte                                                                                    | 2065 | Zimba-Gruppe; Saulakopf - Nördlicher Schafgafall                             | Saulakopfbach, Alvier, Ill - Lünbach, Rellsbach, Ill                                                   | Montafon; Brandnertal - Rellstal                                                                          |                                                          | 47° 4′ N, 9° 46′ O  |
| Zimbajoch                         | Neyerscharte, Zimba, Zimbajoch und Kleine Zimba von Nordwesten                                           | Alpine Steig Heinrich Hueter-H. - Sarotlah.                                                                                              | 2387 | Zimba-Gruppe; Zimba - Kleine Zimba                                           | Rellsbach, Ill - Sarotlabach, Alvier, Ill                                                              | Rellstal - Sarotlatal                                                                                     |                                                          |                     |
| Gavalinajoch                      | | Wanderwege: Bürs, Bürserberg, Gavalinaalpe                                                                                               | 2118 | Zimba-Gruppe; Kleiner Valkastiel - Bludenzer Mittagsspitze                   | Spritzebach, Ill - Gavalinatobel, Ill                                                                  | Walgau; Ochsenalpe - Gavalinaalpe                                                                         |                                                          | 47° 7′ N, 9° 49′ O  |
| Eisernes Törle                    | Eisernes Törle links neben der Gottvaterspitze                                                           | Wanderweg: Sarotlahütte, Gavalinajoch, Nonnenalpe                                                                                        | 2330 | Zimba-Gruppe; Große Valkastiel - Gottvaterspitze                             | Sarotlabach, Alvier, III - Spritzebach, Ill                                                            | Walgau; Sarotlatal - Ochsenalpe                                                                           |                                                          | 47° 6′ N, 9° 48′ O  |
| Zwölferjoch                       | Zwölfer (links) und Schafgufel (rechts) von Westen, Zwölferjoch dazwischen                               | Wanderweg Sarotlatal - Bludenz | 2238 | Zimba-Gruppe; Zwölfer - Schafgufel                                           | Sarotlabach, Alvier, III - Spritzebach, Ill                                                            | Walgau; Sarotlatal - Ochsenalpe                                                                           |                                                          | 47° 7′ N, 9° 48′ O  |
| Gafalljoch                        | | Wanderwege: Schesaplanahütte, Carschinahütte, Lünersee                                                                                   | 2239 | Schesaplana-Gruppe - Kirchlispitzen-Gruppe; Lüneregg - Kirchlispitzen        | Ill - Landquart; Värabach, Lünersee. Alvier, Ill - Valserbach, Taschinasbach, Landquart                | Walgau - Montafon; Brandnertal - Valser Tobel                                                             | Lünersee, Grenze Österreich/Schweiz                      | 47° 2′ N, 9° 45′ O  |
| Gamsluggen                        | | Wanderwege (hochalpin): Totalphütte, Schesaplana, Lünersee                                                                               | 2383 | Schesaplana-Gruppe; Kanzelköpfe - Totalpköpfe                                | Ill - Landquart; Lünersee, Alvier, Ill - Valserbach, Taschinasbach, Landquart                          | Walgau; Brandnertal - Valser Tobel                                                                        | Grenze Österreich/Schweiz                                | 47° 3′ N, 9° 44′ O  |
| Schesaplanasattel                 | Schesaplana, Schesaplanasattel und Schafköpfe über den Resten des Brandner Gletschers                    | Wanderweg Lünersee/Totalp/Schesaplana - Brandner Gletscher / Mannheimer H. / Liechtensteiner Höhenweg                                    | 2739 | Schesaplana-Gruppe;Schesaplana - Schafköpfe                                  | Ill - Landquart; Brandner Gletscher, Gletscherbach, Alvier, Ill - Valserbach, Taschinasbach, Landquart | Walgau; Brandnertal - Stägatobel                                                                          | Grenze Österreich/Schweiz                                | 47° 3′ N, 9° 42′ O  |
| Schafloch(sattel)                 | | Liechtensteiner Höhenweg. Pfälzer Hütte, Mannheimer Hütte, Schesaplanasattel, Totalp, Lünersee                                           | 2713 | Schesaplana-Gruppe; Salaruelkopf - Schafköpfe                                | Ill - Landquart; Brandner Gletscher, Gletscherbach, Alvier, Ill - Valserbach, Taschinasbach, Landquart | Walgau; Brandnertal - Stägatobel                                                                          | Grenze Österreich/Schweiz                                | 47° 4′ N, 9° 41′ O  |
| Salarueljoch, Kleine Furka        | | Wanderwege: Schesaplanahütte, Nenzinger Himmel, Barthümeljoch                                                                            | 2246 | Schesaplana-Gruppe - Naafkopf-Falknis-Kette;(Salaruel-)Schafberg - Hornspitz | Ill - Landquart; Salaruelbach, Meng, Ill - Canibach, Taschinasbach, Landquart                          | Walgau; Gamperdonatal - Prätigau, Seewies                                                                 | Grenze Österreich/Schweiz                                | 47° 3′ N, 9° 39′ O  |
| Hochjoch (Rätikon), Große Furka   | Grosse Furka                                                                                             | Wanderweg: Salarueljoch, Barthümeljoch, Nenzinger Himmel                                                                                 | 2353 | Naafkopf-Falknis-Kette; Tschingel - Hornspitz                                | Ill - Landquart; Salaruelbach, Meng, Ill - Canibach, Taschinasbach, Landquart                          | Walgau; Gamperdonatal - Prätigau, Seewies                                                                 | Grenze Österreich/Schweiz                                | 47° 3′ N, 9° 38′ O  |
| Barthümeljoch                     | | Wanderwege: Liechtensteiner Höhenweg zur Pfälzer Hütte, Salarueljoch, Nenzinger Hütte, Alp Ijes (Schweiz)                                | 2290 | Naafkopf-Falknis-Kette; Naafkopf - Tschingel                                 | Ill - Landquart; Meng, Ill - Canibach, Taschinasbach, Landquart                                        | Walgau; Gamperdonatal - Prätigau, Seewies                                                                 | Grenze Österreich/Schweiz                                | 47° 3′ N, 9° 37′ O  |
| Garsellijoch                      | | Wanderwege: Valscherina, Mondspitze, Tschengla, Niggenkopf, Brand                                                                        | 1690 | Fundelkopf-Gruppe; Klamperschrofen - Schwarzköpfle                           | Böschistobel, Ill - Plattabach, Schesa, Ill                                                            | Walgau; Valscher Alpe - Furkla Alpe                                                                       |                                                          | 47° 10′ N, 9° 44′ O |
| Schillersattel                    | Schillersattel zwischen Schillerkopf (links) und Mondspitze                                              | Wanderwege: Tschengla, Brand, Mondspitze, Schillerkopf, Garsellijoch                                                                     | 1847 | Fundelkopf-Gruppe; Mondspitze - Schillerkopf                                 | Sägebach, Meng, Ill - Plattabach, Schesa, Ill                                                          | Walgau; Gamperdonatal, Käserleboden - Brandnertal, Furkla, Tschengla                                      |                                                          | 47° 9′ N, 9° 43′ O  |
| Parpfienzsattel                   | Parpfienzsattel von Süden, rechts der Loischkopf                                                         | Nur für Berechtigte: Güterwege in 4 Richtungen; Wanderwege: Bürserberg, Loischkopfrundweg, Nenzing, Mondspitze, Panoramabahn Bergstation | 1675 | Fundelkopf-Gruppe; Alpilakopf - Loischkopf                                   | Mühlebach, Schesa, Ill - Trübenbach, Schliefwaldtobel, Alvier, Ill                                     | Walgau; Klamperalpe, Tschengla - Brand - Furklaalpe, Garsellijoch                                         | Panoramabahn Bergstation in 20 min. Entfernung           | 47° 8′ N, 9° 44′ O  |
| Amatschonjoch                     | | Wanderwege: Niggenkopf, Brand, Nenzinger Himmel                                                                                          | 2028 | Fundelkopf-Gruppe; Fundelkopf - Windeggerspitze                              | Alvierbach, Ill - Meng, Ill                                                                            | Walgau; Brandnertal - Gamperdonatal                                                                       |                                                          | 47° 6′ N, 9° 41′ O  |
| Vordergamp                        | Blick von Osten auf die Alpe Vordergamp                                                                  | Güterweg vom Galinatal ins Gamptal; Wanderwege: Nenzing, Gampberg, Mattlerjoch, Galinakopf, Lohnspitz, Gurtis                            | 1561 | Galinagruppe; Lohnspitz - Gampberg                                           | Gampbach, Meng, Ill - Galina, Ill                                                                      | Walgau; Gamperdonatal - Galinatal                                                                         | Alpe Vordergamp                                          | 47° 10′ N, 9° 39′ O |
| Bettlerjoch                       | Bettlerjoch mit Pfälzer H von Westen                                                                     | Wanderwege: Naafkopf, Malbun, Güfel Alpe, Augstenberg                                                                                    | 2108 | Naafkopf-Falknis-Kette - Galinagruppe; Naafkopf - Augstenberg                | Valünerbach, Stägerbach, samina, Ill - Vermalesbach, Meng, Ill                                         | Walgau; Saminatal, Naaftal - Gamperdonatal, Güfelalpe, Nenzinger Himmel                                   | Grenze Österreich/Liechtenstein, Pfälzer Hütte           | 47° 4′ N, 9° 37′ O  |
| Mattlerjoch                       | Blick von Norden, von der Gampalpe: Links der Innere Älpelekopf, rechts hinter diesem das Mattlerjoch.   | Wanderwege: Malbun, Gampalpe | 1867 | Galinagruppe; Wurmtalkopf - Scheienkopf                                      | Valorschbach, Samina, Ill - Gampbach, Meng, Ill                                                        | Walgau; Saminatal - Gamperdonatal                                                                         | Grenze Österreich/Liechtenstein, Mattler Alpe            | 47° 8′ N, 9° 38′ O  |
| Guschgfieljoch                    | Guschgfieljoch vorne, Galinakopf, Wurmtalerkopf                                                          | Wanderwege: Malbun, Gampalpe, Mattler Alpe, Galinakopf                                                                                   | 1861 | Galinagruppe; Wurmtalkopf - Scheienkopf                                      | Valorschbach, Samina, Ill - Gampbach, Meng, Ill                                                        | Walgau; Saminatal - Gamperdonatal                                                                         | Grenze Österreich/Liechtenstein                          | 47° 8′ N, 9° 37′ O  |
| Sarojasattel                      | | Wanderwege: Hinterälpele, Amerlügen, Gafadurahütte, Garsellaalpe                                                                         | 1630 | Drei-Schwestern-Kette; Drei Schwestern - Sorojahöhe                          | Vermalenbach, Samina - Grosslochbach, Esche, Kanal, Alpenrhein                                         | Walgau; Saminatal - Liechtensteiner Rheintal                                                              | Grenze Österreich/Liechtenstein                          | 47° 11′ N, 9° 34′ O |